# Siergiej Monia
Siergiej Aleksandrowicz Monia (ros. Сергей Александрович Моня; ur. 15 kwietnia 1983 w Saratowie) – rosyjski koszykarz występujący na pozycjach rzucającego obrońcy lub niskiego skrzydłowego, obecnie zawodnik Chimek Moskwa. W drafcie NBA w 2004 roku został wybrany przez Portland Trail Blazers w pierwszej rundzie.

## Kariera

### Kariera w NBA
Monia krótko grał w Portland Trail Blazers i Sacramento Kings. Zaliczył 26 spotkań, rzucając średnio 3 punkty na mecz i spędzając na parkiecie średnio 13 minut na mecz.
28 lipca 2006 został zwolniony z kontraktu przez Kings, gdyż chciał wrócić do kraju i grać w Dinamie Moskwa.

### Kariera reprezentacyjna
W 2007 wraz z reprezentacją Rosji został Mistrzem Europy.

## Osiągnięcia
Stan na 17 lutego 2020, na podstawie, o ile nie zaznaczono inaczej.
Drużynowe
- Mistrz:
  - Eurocup (2012, 2015)
  - VTB (2011)
  - Rosji (2003–2005)
- Wicemistrz:
  - Rosji/VTB (2015, 2017, 2018)
  - Rosji (2011, 2012, 2013)
- Brąz:
  - Euroligi (2004)
  - Eurocup (2008)
  - mistrzostw Rosji (2008)
- 4. miejsce w:
  - Eurolidze (2003, 2005)
  - VTB (2008, 2013, 2016)
- Zdobywca Pucharu Rosji (2005)
- Finalista Pucharu Rosji (2003, 2004, 2009)

Indywidualne
- MVP meczu gwiazd ligi rosyjskiej (2011)[4]
- Zaliczony do I składu rosyjskiej ligi PBL (2011)
- Uczestnik meczu gwiazd:
  - ligi rosyjskiej (2006, 2011)[4][5]
  - VTB (2017[6], 2018[7], 2019[8], 2020[9])
- Lider ligi rosyjskiej w blokach (2013)

Reprezentacja
- Mistrz Europy (2007)
- Brązowy medalista:
  - olimpijski (2012)
  - mistrzostw Europy (2011)
- Uczestnik:
  - mistrzostw:
    - świata (2010)
    - Europy:
      - 2003 – 8. miejsce, 2005 – 8. miejsce, 2007, 2009 – 7. miejsce, 2011, 2013 – 21. miejsce, 2015 – 17. miejsce
      - U–18 (2000 – 6. miejsce)
      - U–20 (2002 – 4. miejsce)

- - igrzysk olimpijskich (2008 – 9. miejsce, 2012)